# Munții Codru-Moma
Munții Codru-Moma sunt o grupă montană a Munților Apuseni aparținând de lanțul muntos al Carpaților Occidentali.  Cel mai înalt vârf, din cadrul acestor munți, este Vârful Pleșu, cu 1.112 metri.
În această zonă, pe baza calcarelor și dolomitelor aparținând Triasicului Mediu, este dezvoltat Carstul Vașcăului (aflat în partea de est a Munților Codru-Moma), cu o mare varietate de forme de suprafață (doline, polii, sorburi ș.a.) și subterane. (Coteț, 1973; Mutihac, 1990)

## Localizare
Acești munți sunt plasați în cadrul Subgrupei horsturilor marginale ale Munților Apuseni, din care mai fac parte: Munții Zarandului, Munții Pădurea Craiului, Munții Plopiș și Munții Meseș. (Coteț, 1973)